# スヴェンスカ・メスタレ・イ・フットボール

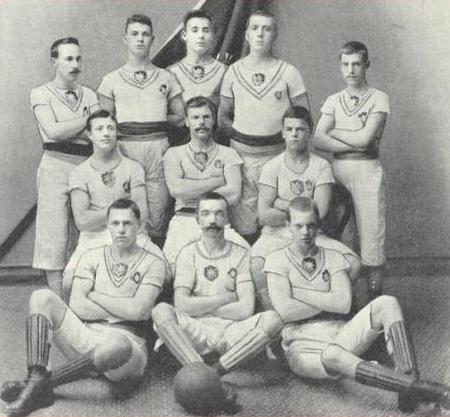
初代王者オルグリーテIS

スヴェンスカ・メスタレ・イ・フットボール (Svenska mästare i fotboll)とは、男子クラブチームのスウェーデンサッカー王者を意味する。1896年創設のスウェーデンサッカー選手権で争われた後、1925年の選手権廃止から5シーズンのブランクを経て、アルスヴェンスカンに第7シーズン目の1930/1931シーズンから継承された。しかしプレーオフが行われていた時代には、アルスヴェンスカン王者とスウェーデン王者が一致しないシーズンも頻繁に見られた。

## 勲章
2000年前後から、スウェーデン王座獲得回数に応じた「星」をユニフォームのエンブレム上につけるクラブが現れた。10回ごとに一つの星をつけるというルールにより、マルメFF、IFKヨーテボリ、IFKノルシャーピン、オルグリーテIS、AIKフットボール、ユールゴーデンスIFフットボールが、最低一つの星をつける条件を満たしている。
その後マルメFFはさらに、2017年のアルスヴェンスカン優勝で王座獲得数が20回に到達し、2つ目の星をつけることが許可され、メスタ・メステルナ (最多優勝王者)を誇っている。なおチャンピオンスターの認定権は、アルスヴェンスカンとスーペレッタンの運営機構スヴェンスク・エリートフットボールが担っている。

## 歴史

### 1896-1925：スウェーデンサッカー選手権
この時代のスヴェンスカ・メスタレは、トーナメント方式のスウェーデン選手権 (Svenska mästerskapet i fotboll) で決められていた。選手権の初期はセントラル開催であり、出場クラブも実力的に抜きんでているイェーテボリとストックホルムのクラブに限られていた。このように限定的な規模にせざるを得なかったのは、スウェーデンの国土の大きさが原因なのだが、回数を重ねるにしたがって出場クラブは全国規模に膨れ上がり、現代のカップ戦に近い形式に変化していった。1904年大会から優勝クラブには国内王者の証であるトロフィー、フォン・ローセンス・ポカールが授与されるようになった。

### 1931–1981：アルスヴェンスカン (1ステージ制)
1924年のアルスヴェンスカン創設後、すぐにスウェーデン王者のタイトルが引き継がれたわけではなかった。アルスヴェンスカンが公式にスウェーデン王座の対象と認定されたのは7シーズン目からであり、初期6シーズンの優勝クラブはいまだ正式なスウェーデン王者として認められていない。なおスウェーデン選手権では3位決定戦が開催されず、準決勝敗退クラブはいずれも銅メダリストを自称していたのだが、その伝統はアルスヴェンスカンにも継承されており、1位は金メダル、2位は大きな銀メダル、3位は小さな銀メダル、そして4位には銅メダルが授与されている。

### 1982–1990：アルスヴェンスカン・プレーオフトーナメント
1982年から1990年シーズンまで、アルスヴェンスカンにはレギュラーシーズン上位クラブによるトーナメント方式のプレーオフ「SMスルートスペール」が導入され、その優勝クラブがスウェーデン王座・UEFAチャンピオンズカップ出場権を手に入れた。その一方で、レギュラーシーズン優勝クラブにはアルスヴェンスカン優勝1回分のタイトル・UEFAカップ出場権 (内定)が与えられた。トーナメント方式はホームアンドアウェイ・アウェイゴール方式で、1989年のみ決勝戦が三試合制であった。進出クラブは当初上位8クラブまでだったが、1985年シーズンから上位4位以内に縮小された。

### 1991–1992：アルスヴェンスカン・プレーオフリーグ
1991・1992年シーズンは10クラブ制で行われ、上位6クラブがリーグ戦方式のプレーオフ「メスタシュコープスセリエン」に進出し、スウェーデン王座を争った。

### 1993- ：アルスヴェンスカン (1ステージ制)
1993年シーズンにプレーオフは廃止され、1ステージを制したクラブがそのままスウェーデン王者となる伝統的方式に戻った。2001年、歴代スウェーデン王者に授与されてきたフォン・ローセンス・ポカールが、名前の由来となっているクラレンス・フォン・ローセンのナチス主義者経歴発覚のために廃止され、UEFA会長などを務めたスウェーデン人実業家レンナート・ヨーワンソンの名を冠した新しいトロフィーにとってかわられた。
2007年から2015年には、アルスヴェンカン=スウェーデン王者はカップウィナーとスーパーカップを戦った。

## 歴代のスヴェンスカ・メスタレ
スウェーデン選手権
- 1896 – オルグリーテIS
- 1897 – オルグリーテIS
- 1898 – オルグリーテIS
- 1899 – オルグリーテIS
- 1900 – AIK
- 1901 – AIK
- 1902 – オルグリーテIS
- 1903 – ヨーテボリスIF（スウェーデン語版）
- 1904 – オルグリーテIS
- 1905 – オルグリーテIS
- 1906 – オルグリーテIS
- 1907 – オルグリーテIS
- 1908 – IFKヨーテボリ
- 1909 – オルグリーテIS
- 1910 – IFKヨーテボリ

- 1911 – AIK
- 1912 – ユールゴーデンスIF
- 1913 – オルグリーテIS
- 1914 – AIK
- 1915 – ユールゴーデンスIF
- 1916 – AIK
- 1917 – ユールゴーデンスIF
- 1918 – IFKヨーテボリ
- 1919 – GAIS
- 1920 – ユールゴーデンスIF
- 1921 – IFKエシルストゥーナ（スウェーデン語版）
- 1922 – GAIS
- 1923 – AIK
- 1924 – フェッスバリスIF（スウェーデン語版）
- 1925 – ブリーネスIF（スウェーデン語版）

アルスヴェンスカン
- 1931 – GAIS
- 1932 – AIK
- 1933 – ヘルシンボリスIF
- 1934 – ヘルシンボリスIF
- 1935 – IFKヨーテボリ
- 1936 – IFエルフスボリ
- 1937 – AIK
- 1938 – IKスレイプネル（スウェーデン語版）
- 1939 – IFエルフスボリ
- 1940 – IFエルフスボリ
- 1941 – ヘルシンボリスIF
- 1942 – IFKヨーテボリ
- 1943 – IFKノールシャーピン
- 1944 – マルメFF
- 1945 – IFKノールシャーピン
- 1946 – IFKノールシャーピン
- 1947 – IFKノールシャーピン
- 1948 – IFKノールシャーピン
- 1949 – マルメFF
- 1950 – マルメFF
- 1951 – マルメFF
- 1952 – IFKノールシャーピン
- 1953 – マルメFF
- 1954 – GAIS
- 1955 – ユールゴーデンスIF
- 1956 – IFKノールシャーピン

- 1957 – IFKノールシャーピン
- 1958 – IFKヨーテボリ
- 1959 – ユールゴーデンスIF
- 1960 – IFKノールシャーピン
- 1961 – IFエルフスボリ
- 1962 – IFKノールシャーピン
- 1963 – IFKノールシャーピン
- 1964 – ユールゴーデンスIF
- 1965 – マルメFF
- 1966 – ユールゴーデンスIF
- 1967 – マルメFF
- 1968 – エステシュIF
- 1969 – IFKヨーテボリ
- 1970 – マルメFF
- 1971 – マルメFF
- 1972 – オートヴィダバリスFF（スウェーデン語版）
- 1973 – オートヴィダバリスFF（スウェーデン語版）
- 1974 – マルメFF
- 1975 – マルメFF
- 1976 – ハルムスタッズBK
- 1977 – マルメFF
- 1978 – エステシュIF
- 1979 – ハルムスタッズBK
- 1980 – エステシュIF
- 1981 – エステシュIF

プレーオフトーナメント勝者
- 1982 – IFKヨーテボリ
- 1983 – IFKヨーテボリ
- 1984 – IFKヨーテボリ

- 1985 – オルグリーテIS
- 1986 – マルメFF
- 1987 – IFKヨーテボリ

- 1988 – マルメFF
- 1989 – IFKノールシャーピン
- 1990 – IFKヨーテボリ

プレーオフリーグ勝者
- 1991 – IFKヨーテボリ
- 1992 – AIK

アルスヴェンスカン
- 1993 – IFKヨーテボリ
- 1994 – IFKヨーテボリ
- 1995 – IFKヨーテボリ
- 1996 – IFKヨーテボリ
- 1997 – ハルムスタッズBK
- 1998 – AIK
- 1999 – ヘルシンボリスIF
- 2000 – ハルムスタッズBK
- 2001 – ハンマルビーIF
- 2002 – ユールゴーデンスIF
- 2003 – ユールゴーデンスIF
- 2004 – マルメFF
- 2005 – ユールゴーデンスIF
- 2006 – IFエルフスボリ
- 2007 – IFKヨーテボリ
- 2008 – カルマルFF

- 2009 – AIK
- 2010 – マルメFF
- 2011 – ヘルシンボリスIF
- 2012 – IFエルフスボリ
- 2013 – マルメFF
- 2014 – マルメFF
- 2015 – IFKノールシャーピン
- 2016 – マルメFF
- 2017 – マルメFF
- 2018 – AIK
- 2019 – ユールゴーデンスIF
- 2020 – マルメFF
- 2021 – マルメFF
- 2022 – BKヘッケン
- 2023 – マルメFF
- 2024 – マルメFF
- 2025 –

## クラブ別タイトル数
| クラブ               | タイトル | 年度 |
| -------------------- | -------- | --- |
| マルメFF             | 24       | 1944, 1949, 1950, 1951, 1953, 1965, 1967, 1970, 1971, 1974, 1975, 1977, 1986, 1988, 2004, 2010, 2013, 2014, 2016, 2017, 2020, 2021, 2023, 2024 |
| IFKヨーテボリ        | 18       | 1908, 1910, 1918, 1935, 1942, 1958, 1969, 1982, 1983, 1984, 1987, 1990, 1991, 1993, 1994, 1995, 1996, 2007                                     |
| IFKノルシャーピン    | 13       | 1943, 1945, 1946, 1947, 1948, 1952, 1956, 1957, 1960, 1962, 1963, 1989, 2015                                                                   |
| オルグリーテIS       | 12       | 1896, 1897, 1898, 1899, 1902, 1904, 1905, 1906, 1907, 1909, 1913, 1985                                                                         |
| AIK                  | 12       | 1900, 1901, 1911, 1914, 1916, 1923, 1932, 1937, 1992, 1998, 2009, 2018                                                                         |
| ユールゴーデンスIF   | 12       | 1912, 1915, 1917, 1920, 1955, 1959, 1964, 1966, 2002, 2003, 2005, 2019                                                                         |
| IFエルフスボリ       | 6        | 1936, 1939, 1940, 1961, 2006, 2012 |
| ヘルシンボリスIF     | 5        | 1933, 1934, 1941, 1999, 2011 |
| Gais                 | 4        | 1919, 1922, 1931, 1954 |
| エステシュIF         | 4        | 1968, 1978, 1980, 1981 |
| ハルムスタッズBK     | 4        | 1976, 1979, 1997, 2000 |
| オートヴィダバリスFF | 2        | 1972, 1973 |
| ヨーテボリスIF       | 1        | 1903 |
| IFKエシルストゥーナ  | 1        | 1921 |
| フェッスバリスFF     | 1        | 1924 |
| ブリーネスIF         | 1        | 1925 |
| IKスレイプネル       | 1        | 1938 |
| ハンマルビーIF       | 1        | 2001 |
| カルマルFF           | 1        | 2008 |
| BKヘッケン           | 1        | 2022 |